# Emiraten van de Verenigde Arabische Emiraten
De Verenigde Arabische Emiraten bestaat uit zeven emiraten.
| Vlag | Emiraat        | Arabische naam           | Hoofdstad      | Dynastie     | Inwoners  | % van alle inwoners | gebied (km²) | % van heel het land | Bevolkingsdichtheid | Datum toetreding |
| ---- | -------------- | ------------------------ | -------------- | ------------ | --------- | ------------------- | ------------ | ------------------- | ------------------- | ---------------- |
|      | Abu Dhabi      | أبو ظبي                  | Abu Dhabi      | Nahyan       | 1.678.000 | 38,8%               | 67.340       | 86,7%               | 25                  | 2 december 1971  |
|      | Ajman          | عجمان                    | Ajman          | Nuaimi       | 258.000   | 6,0%                | 259          | 0,3%                | 996                 | 2 december 1971  |
|      | Dubai          | دبي                      | Dubai          | Maktoum      | 2.045.000 | 30,2%               | 3.885        | 5,0%                | 336                 | 2 december 1971  |
|      | Fujairah       | الفجيرة                  | Fujairah       | Sharqi       | 127.000   | 2,9%                | 1.165        | 1,5%                | 109                 | 2 december 1971  |
|      | Ras al-Khaimah | رأس الخيمة               | Ras al-Khaimah | Qasimi       | 205.000   | 4,7%                | 1.684        | 2,2%                | 122                 | 10 februari 1972 |
|      | Sharjah        | الشارقة                  | Sharjah        | Qasimi       | 678.000   | 15,7%               | 2.590        | 3,3%                | 262                 | 2 december 1971  |
|      | Umm al-Quwain  | أم القيوين               | Umm al-Qaiwain | Mualla       | 68.000    | 1,6%                | 777          | 0,9%                | 88                  | 2 december 1971  |
|      | VAE            | الإمارات العربية المتحدة | Abu Dhabi      | 6 dynastieën | 5.050.000 | 100%                | 77.700       | 100%                | 56                  |                  |

## Lokaal bestuur
Ieder emiraat kent zijn eigen wetgeving over lokaal bestuur. Er bestaan gemeenten (بلدية, baladiya) in Abu Dhabi en Sharjah, sectoren in Dubai, verdeeld in gemeenschappen, en bestuursgebieden in Ras al-Khaimah, verdeeld in districten.